# Bucyrus International
Bucyrus International, Inc. (NASDAQ: BUCY) war ein US-amerikanischer Hersteller von Bergbaumaschinen, der 2011 von Caterpillar übernommen wurde. Der Hauptsitz des Unternehmens lag in South Milwaukee im US-Bundesstaat Wisconsin. Die deutschen Standorte von Bucyrus in Dortmund, Hamm, Kamp-Lintfort, Lünen (Hauptquartier) und Wuppertal werden von Caterpillar weitergeführt.

## Geschichte

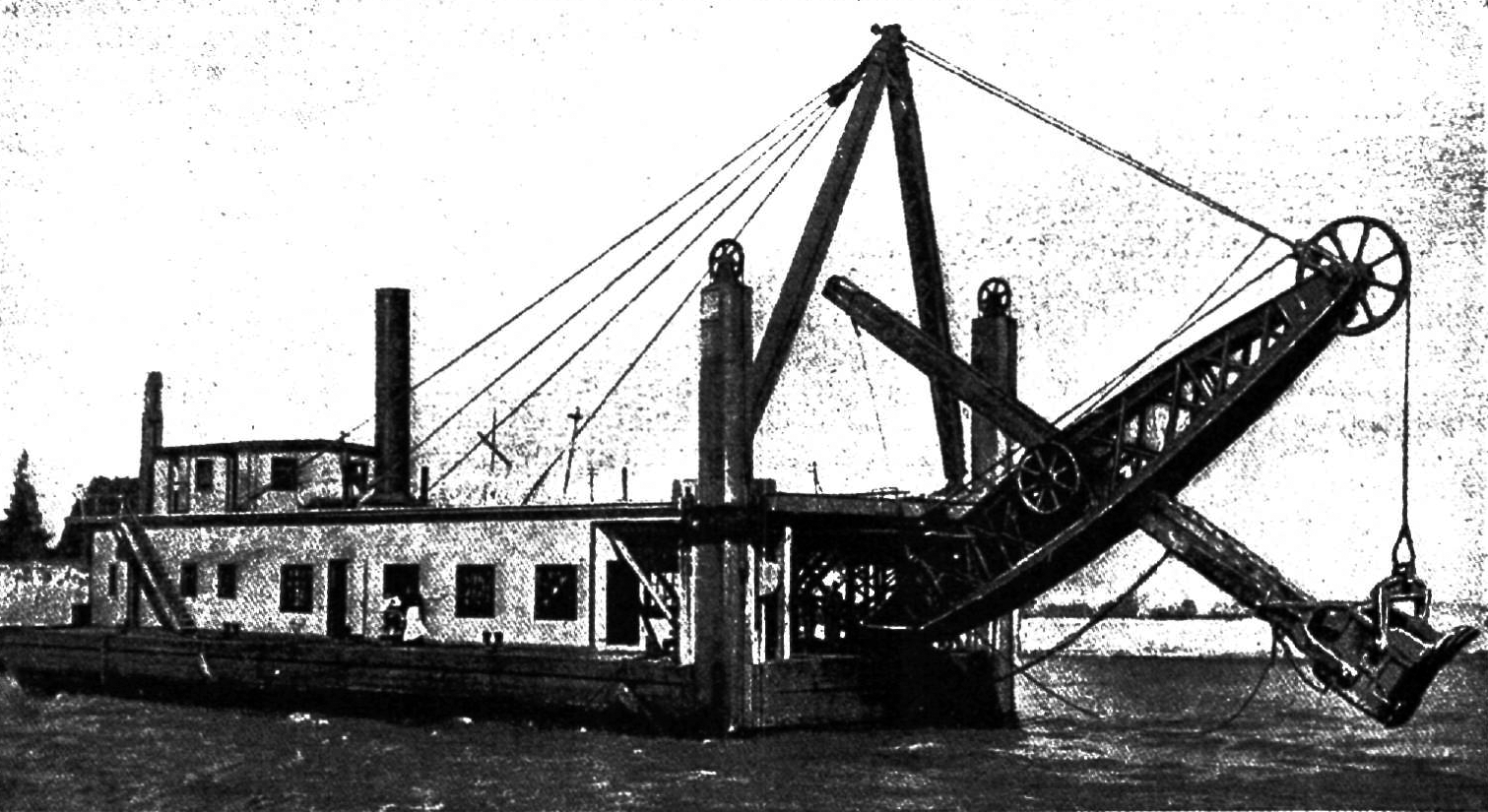
Löffelbaggerschiff „Pan American“ um 1904

Die Gründung erfolgte im namensgebenden Bucyrus (Ohio) im Jahr 1880, jedoch wurde der Sitz 1893 nach South Milwaukee (Wisconsin) verlegt. 1927 fusionierte die Firma mit der Erie Steam Shovel Company, dem führenden Löffelbaggerhersteller seiner Zeit, und wurde eine Zeit lang unter dem Namen Bucyrus-Erie geführt.
1930 gründeten Bucyrus und Ruston & Hornsby Ltd. das Joint-Venture Ruston Bucyrus, diese firmenpolitischen Entwicklungen erschlossen Bucyrus in der Folge den Zugang zum Weltmarkt.
Im Jahr 1985 wirkte sich die schlechte Konjunktur auf die Geschäftslage aus und erforderte eine Trennung von nicht überlebenswichtigen Abteilungen. So verkaufte die Firma ihre Anteile an Ruston-Bucyrus. 1997 wurde schließlich der langjährigere Konkurrent Marion Power Shovel dem Firmenverbund hinzugefügt.

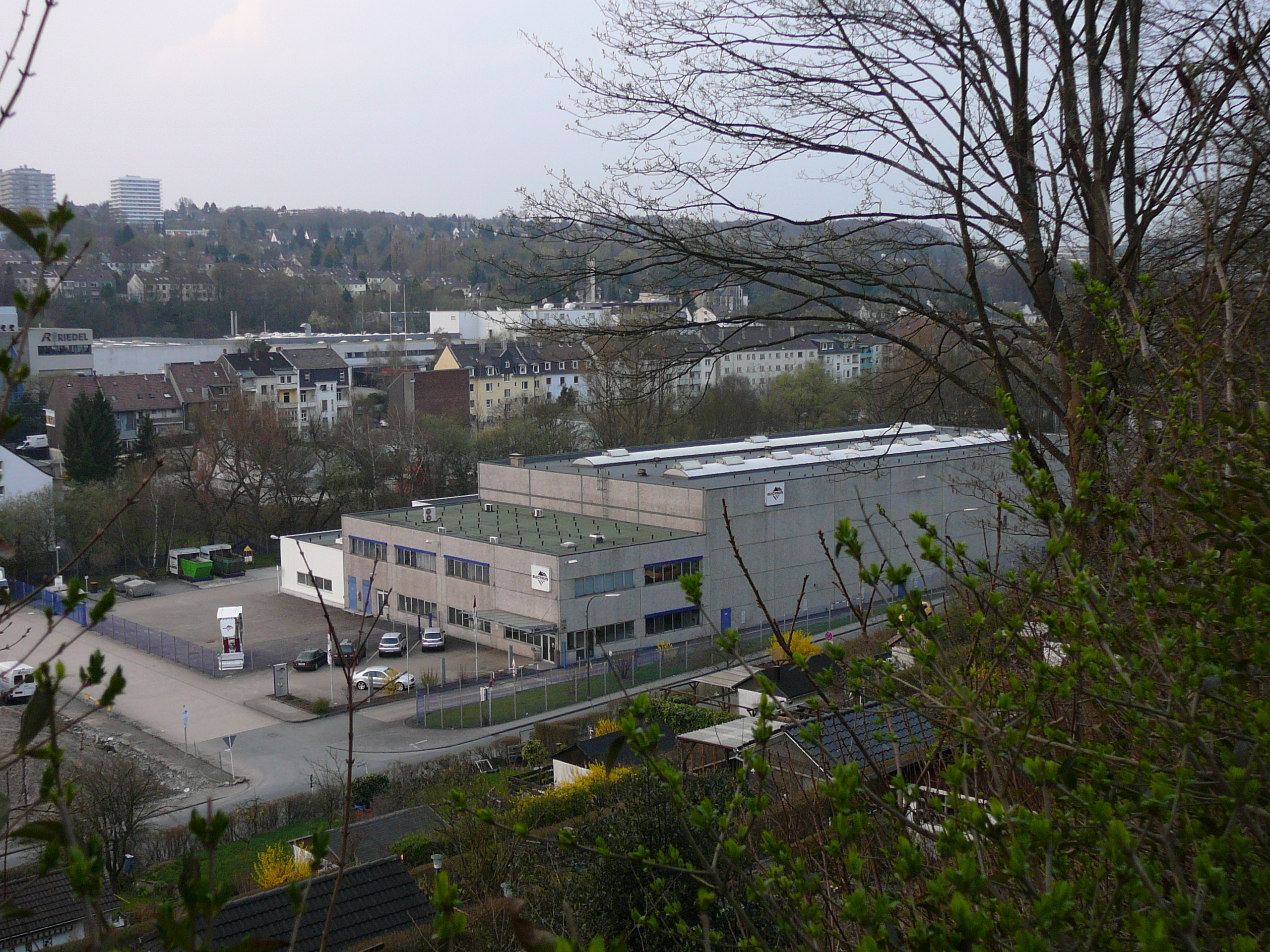
Die Niederlassung in Wuppertal, ehemals Hermann Hemscheidt Maschinenfabrik

Bis 2007 beschränkte sich das Angebot von Bucyrus auf Produkte für den Tagebau. Mit der Akquisition der DBT Gruppe aus der RAG Aktiengesellschaft erweiterte sich die Produktpalette mit kompletten Systemlösungen auf den Untertagebau. Die DBT war 1995 aus dem Zusammenschluss der drei traditionsreichen Bergbauzulieferer Halbach & Braun Maschinenfabrik und Hermann Hemscheidt Maschinenfabrik in Wuppertal und der Westfalia Becorit Industrietechnik in Lünen hervorgegangen.
Im ersten Quartal 2010 kaufte Bucyrus International den Förderanlagen-Geschäftsbereich der Terex Corporation, um ihre Produktpalette zu erweitern.
Am 15. November 2010 stimmte Bucyrus der Übernahme durch Caterpillar für 8,6 Mrd. US-Dollar zu. Die Transaktion wurde am 8. Juli 2011 abgeschlossen. Die Produktpalette von Bucyrus wurde in das Produktportfolio von Caterpillar übernommen.

## Produkte und Herstellung

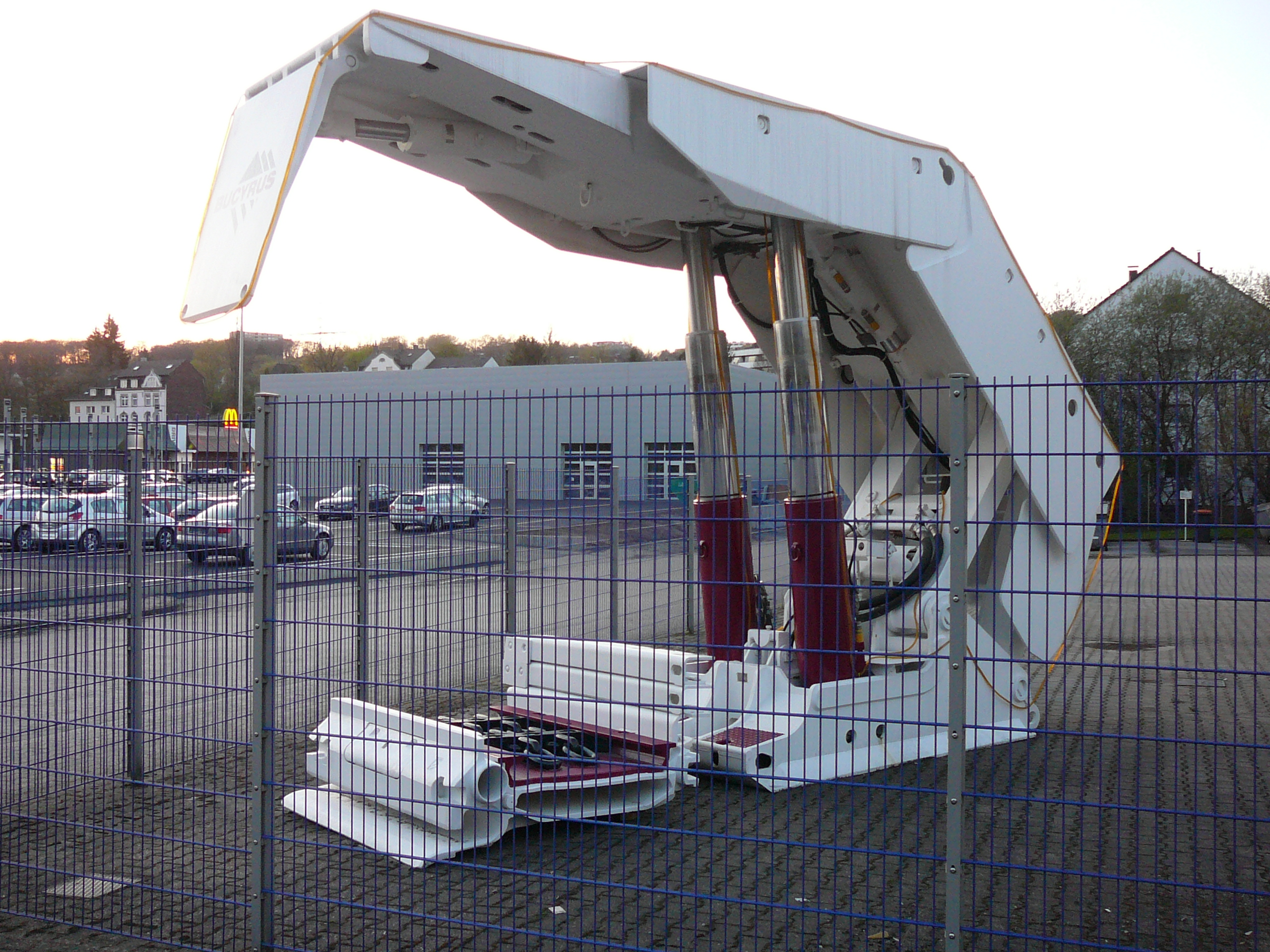
Hydraulischer Schild mit Förderrinne für einen untertägigen Schildausbau von Bucyrus International

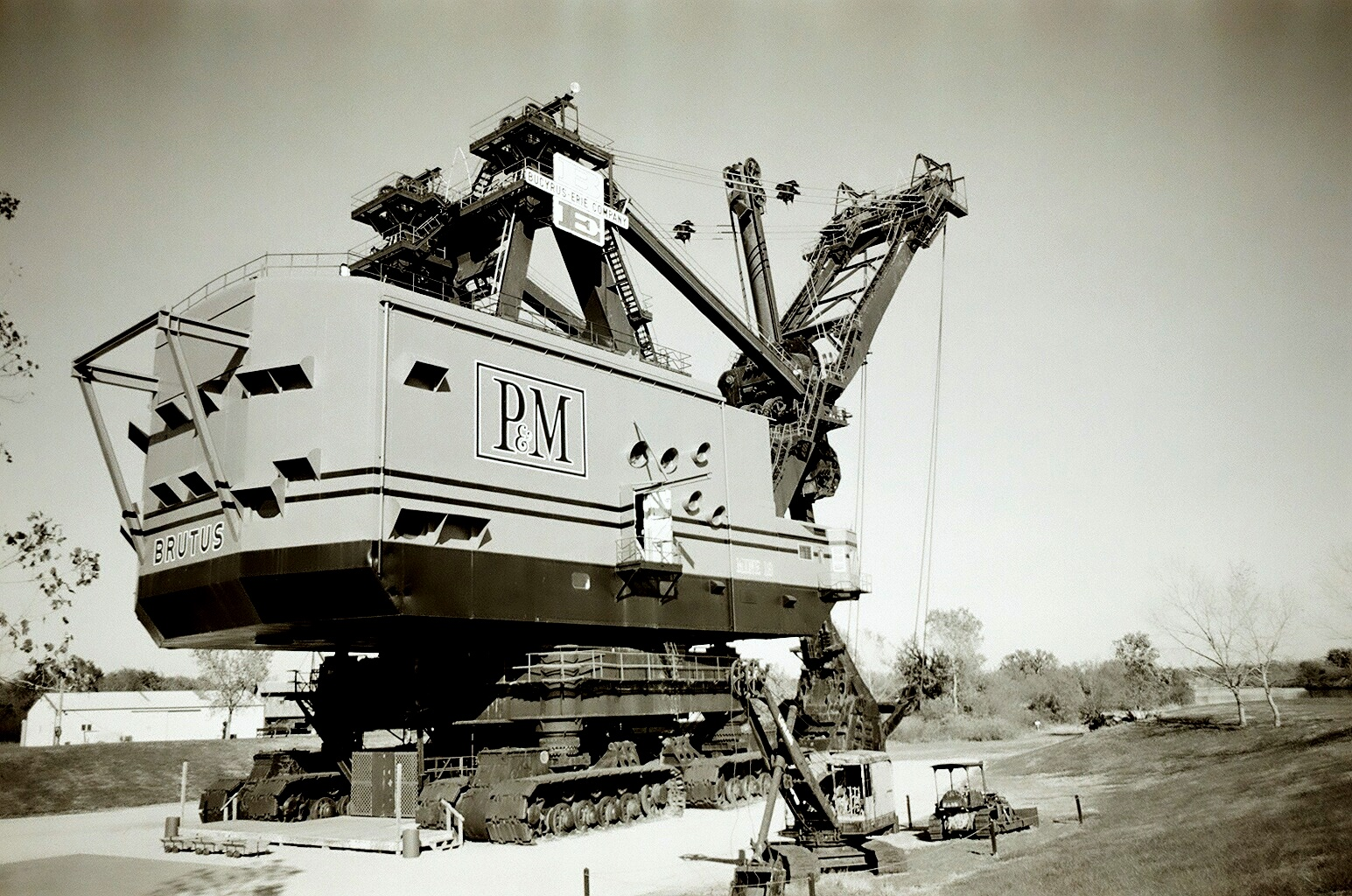
Big Brutus mit Baggern in üblicher Größe.

Bucyrus International war bereits im 19. Jahrhundert für den Vertrieb dampfbetriebener Bagger und Baufahrzeuge bekannt. Zuletzt umfasste die Produktpalette verschiedene Typen großer Löffelbagger sowie Draglines und Bohrer für Sprenglöcher in der Bergbauindustrie. In Konkurrenz zu Marion Power Shovel stellte Bucyrus International hunderte von großen Maschinen für den Tagebaubetrieb sowie Arbeitsmaschinen für die Bauindustrie her.
Seit der Übernahme der DBT bot Bucyrus außerdem komplette Systemlösungen für den untertägigen Bergbau, besonders für den Strebbau (bestehend aus hydraulischem Schildausbau, elektrohydraulischen Steuerungen, Förderern, Hobelanlagen und Walzenschrämladern), aber auch für den Kammer- und Pfeilerbau.
Bucyrus International verkaufte unter anderem unter den Marken Bucyrus, Bucyrus-Erie, Marion und Ransomes & Rapier (in Ipswich, England).
Big Brutus ist der Spitzname des Bucyrus-Erie 1850-B, dem zu seiner Bauzeit weltweit zweitgrößten Löffelbagger. Er ist der größte noch existierende Seilzugbagger mit Hochlöffel.